# توماس گلن-کوتس
توماس گلن-کوتس (انگلیسی: Sir Thomas Glen-Coats, 2nd Baronet; ۵ مهٔ ۱۸۷۸ – ۷ مارس ۱۹۵۴) قایقران قایق بادبانی اهل بریتانیا بود.